# يونكرز يو 390
يونكرز يو 390 طائرة ألمانية بعيدة المدى مشتقة من طائرة يونكرز يو 290، كان من المقرر استخدامها كطائرة نقل ثقيلة وطائرة دورية بحرية وقاذفة قنابل استراتيجية. كما كانت إحدى تصميمات الطائرات التي قُدمت لمشروع أمريكا بومبر الفاشل، إلى جانب مسرشميت مي 264 وفوك وولف تا 400 وهينيكل هي 277. 

## التصميم والتطوير
تم إنشاء نموذجين أوليين من خلال إرفاق زوج إضافي من الأجزاء الداخلية للجناح على أجنحة هياكل الطائرات يونكرز يو 90 ويو 290 الأساسية وإضافة أقسام جديدة لإطالة جسم الطائرة.

## الرحلات المزعومة

### رحلة جنوب أفريقيا
يزعم البعض أن طائرة يو 390 قامت برحلة تجريبية من ألمانيا إلى كيب تاون في أوائل عام 1944. المصدر الوحيد للقصة هو مقال تخميني ظهر في ديلي تلغراف في عام 1969 بعنوان "Lone Bomber Raid on New York Planned by Hitler"، والذي زعم فيه هانز بانشيرز أنه قام بالرحلة.   أجرى المؤلف جيمس دافي بحثًا مكثفًا في هذا الادعاء، والذي أثبت أنه غير مجدٍ. لم يذكر المؤلفان كوسلر وأوت هذا الادعاء أيضًا، على الرغم من مقابلتهما مع بانشيرز.